# Грин, Эрик (хоккеист на траве)
Эрик Хуберт Грин (англ. Eric Hubert Green; 8 августа 1878, Лезерхед, Суррей — 23 декабря 1972, Стэнфорд Дингли, Беркшир) — английский хоккеист на траве, нападающий. Олимпийский чемпион 1908 года.

## Биография
Эрик Грин родился 28 августа 1878 года в британском городе Лезерхед.
Покинув школу святого Марка в Виндзоре, играл в хоккей на траве за команду «Стейнс» и сборную Мидлсекса на позиции левого крайнего нападающего. В 1902—1908 годах выступал за сборную Англии, с которой одержал 16 побед.
В 1908 году вошёл в состав сборной Англии по хоккею на траве на летних Олимпийских играх в Лондоне и завоевал золотую медаль, которая пошла в зачёт Великобритании. Играл на позиции нападающего, был капитаном команды, провёл 3 матча, забил 1 мяч в ворота сборной Франции.
По окончании игровой карьеры был хоккейным корреспондентом газеты The Times.
Умер 23 декабря 1972 года в британской деревне Стэнфорд-Дингли.